# Popitzsches Gesetz
Das Popitzsche Gesetz von der Anziehungskraft des zentralen Etats (nach Johannes Popitz) stellt einen Zusammenhang zwischen der Zunahme der Staatsquote im Zeitverlauf und der Zunahme des Anteils des Zentralstaats an den gesamten Staatsausgaben her. Eine in der Hierarchie (Bund, Länder, Gemeinden etc.) weiter unten bereitgestellte Leistung verlagert sich mit der Zeit weiter nach oben.

## Ursachen
Nur der Zentralstaat kann für Gleichheit innerhalb der Regionen des Staates sorgen. Auch ist nur der Zentralstaat im Krisenfall handlungsbefugt was steuerliche Befugnisse anbelangt.
Eine weitere Ursache für die Gültigkeit des Gesetzes ist, dass Beamte aus Karrieregründen einmal erlangte Befugnisse nicht mehr abtreten wollen.

## Empirie
Bei der Überprüfung des Gesetzes stellen sich Probleme, insbesondere weil höhere Hierarchiestufen oft Entscheidungen treffen, die sich auch auf untergeordnete auswirken.